# The Bitch Is Back
〈The Bitch Is Back〉은 엘튼 존의 곡으로 그의 오랜 협력자 버니 토핀과 함께 작곡되었다. 1974년 음반 《Caribou》에서 발매된 두 번째 싱글로, 캐나다에서 1위(그 나라에서는 6위), 미국에서는 4위, 영국에서는 15위에 올랐다. 존의 유명인 라이프스타일을 패러디한 가사로, 이 곡은 그의 최고의 하드 록 컷 중 하나로 확인되었다. 미국에서는 1995년 9월 13일 미국 음반 산업 협회에 의해 골드 인증을 받았다.

## 배경
이 곡을 만들겠다는 생각은 존이나 토핀이 직접 만든 것이 아니라 존이 기분이 나쁠 때 "The bitch is back(계집애가 돌아왔다)"고 말할 당시 버니 토핀의 아내 맥신 파이벨만이 영감을 주었다. 그러자 토핀이 가사를 썼다. 나중에, 엘튼은 이렇게 말했다. "그것은 내 주제곡의 일종이다." 음악적으로 이 곡은 원래 내림가장조로 작곡되었지만, 오늘날 사장조의 키에서 반걸음 낮은 라이브로 연주되고 있다. 중간에 있는 색소폰 솔로는 주로 신시사이저에 의해 연주되는 반면 기타 솔로는 콘서트 비디오 《Live in Australia》에서 볼 수 있듯이 때때로 대체된다.

## 논란
미국과 다른 곳의 몇몇 라디오 방송국들은 "Bitch"라는 단어 때문에 이 노래를 연주하는 것을 거절했다. 예를 들어 1976년 뉴욕 WPIX-FM의 프로그램 디렉터는 《빌보드》에 "조니 테일러의 〈Disco Lady〉와 같은 경계선 암시적인 음반은 재생하겠지만 엘튼 존의 〈The Bitch Is Back〉은 재생하지 않을 것입니다. 그런 종류의 레코드는 아무리 인기가 많아도 재생하지 않을 거예요."고 말했다. 엘튼은 이 논란에 대해 "미국의 일부 라디오 방송국들은 다른 방송국보다 청교도적이다"라고 침묵시켰다.